# Kuenburgia cochlearipalpis
Kuenburgia cochlearipalpis är en tvåvingeart som först beskrevs av Speiser 1908.  Kuenburgia cochlearipalpis ingår i släktet Kuenburgia och familjen puckelflugor. Inga underarter finns listade i Catalogue of Life.